# Kokoszków (potok)
Kokoszków – potok, lewy dopływ Dunajca. 
Potok wypływa na wysokości około 705 m w dolinie między szczytami Kokoszków (748 m) i Czarnotówka (805 m) u południowych podnóży Gorców, w obrębie miasta Nowy Targ. Zasilany jest przez źródła wypływające na wysokościach 724, 732, 713, 694 i 683 m. Wypływa na Kotlinę Nowotarską i na wysokości około 575 m uchodzi do Dunajca.